# Viacom
Viacom (сокращённо от Video & Audio Communications, произносится как «Вайком», до 1990 произносилось как «Виаком») — американский медиаконгломерат, включающий в себя кабельные и спутниковые телевизионные сети MTV Networks и BET, канал Nickelodeon, также занимается созданием и распространением фильмов (Paramount Pictures).
О втором слиянии Viacom и CBS Corporation, создавшем объединённую компанию ViacomCBS, было объявлено 13 августа 2019 года. Слияние было завершено 4 декабря 2019 года.
Viacom печально известен своей страшной заставкой 1970-х годов, которую боялись миллионы американских детей. У этой заставки появилось множество пародий, одна из которых связана с Телекомпанией ВиД . Эту заставку Viacom использовал до 1986 года, когда была представлена другая, уже с использованием трехмерной графики.. Так как Viacom занимался синдикацией передач, ее заставка была во многих легендарных сериалах тех лет, таких как: Супербой, Сабрина маленькая ведьма, Мэтлок (The Matlock), и так далее.

## История

### История Viacom и его подразделений
Компании Viacom — это история слияний и поглощений, развития новых сегментов рынка и освоения смежных видов бизнеса. Все это позволило Viacom стать мировой медиа-компанией, занимающей одну из ключевых позиций в области телевидения, радио, наружной рекламы и интернета. Глобальные бренды корпорации созданы для аудитории разных стран, культур и возрастов и на данный момент Viacom является лидером в создании, продвижении и дистрибуции контента в области развлечения, музыки и комедийного жанра.

#### 1952
Зарождение компании Viacom, брендов MTV и Comedy Central 1952—1993. Рождение компании Viacom началось с создания CBS Films, Inc. — телевизионного подразделения CBS, созданного в 1952 году. 4 июля 1971 года Viacom отделяется от корпорации Columbia Broadcasting System, Inc. (CBS) как самостоятельная публичная компания. Название компании Viacom происходит от слияния слов — Video & Audio Communications.

#### 1983—1985
В 1983 году Viacom образует совместное предприятие с Warner Communications Inc. и Warner Amex Cable Communications, которая владела MTV и Nickelodeon. Итогом сделки также стала совместная работа телеканалов Showtime и The Movie Channel. Затем Viacom приобретает контрольный пакет акций совместного предприятия и переименует его в MTV Networks — компанию, которая теперь включает в себя MTV: Music Television, Nickelodeon, Nick at Nite и VH1, а затем покупает и оставшийся пакет акций MTV Networks за 185 тысяч долларов и, таким образом, становится единоличным владельцем MTV Networks.

#### 1986—1987
В 1986 году впервые проходит мероприятие The Big Ballot, которое в 1988 году будет переименовано в Kids' Choice Awards — единственная в мире премия для музыкантов, актёров, спортсменов, которая вручается по итогам голосования детской аудитории и ежегодно проводится телеканалом Nickelodeon. В 1987 году с запуском MTV Europe начинается международная экспансия MTV, а в 1991 году, Viacom приобретает оставшиеся 50,01 % акций MTV Europe, которыми она ещё не владела за $65 млн.

#### 1990—2000
- В 1990 году Viacom запустил комедийный телеканал Ha!, который в 1991 году за счёт слияния с каналом The Comedy Channel, принадлежавшей Time Warner, стал телеканалом Comedy Central.
- Слияние с Paramount Communications, Inc. и дальнейшее развитие музыкальных телеканалов 1994—1998
- В марте 1991 года Viacom начинает трансляцию MTV Europe на территории СССР[6].
- В 1994 году Viacom завершает слияние с Paramount Communications Inc. стоимостью в $9,9 млрд долларов.
- В 1995 году Viacom приобретает сеть Blockbuster Video, что предоставляет ей доступ к одному из крупнейших телевизионных холдингов, контролируемых компанией Spelling Entertainment, которая владела как контентом собственного производства, так и ранним контентом телеканалов ABC и NBC.
- В 1996 году NickAtNite запускает телеканал TV Land. В этом же году Viacom запускает телеканал MTV2 — музыкальную телевизионную сеть, посвящённую музыкальным видео разного жанра, а в 1998 году запускает телеканалы MTV Indie, MTV Ritmo, MTV Rocks, VH1 Country, VH1 Smooth и VH1 Soul.
- В 1998 году Viacom запускает в России телеканал MTV Россия. Эфир канала открыл концерт Prodigy в Москве. Первым видеоклипом российского исполнителя стал Владивосток 2000 группы Мумий Тролль, первым зарубежным видео — клип Паффа Дэдди и Джимми Пейджа Come With Me.
- Также в 1998 году в Россию приходит и телеканал Nickelodeon, который сразу полюбили российские дети и родители.
- Viacom (котировки VIA, VIA.B) начинает торги на Нью-Йоркской Фондовой Бирже в 1999 году.

#### 2000—2010
- Слияние с CBS, старт торгов на фондовой бирже и приобретение BET 1999—2001
- В 2000 году Viacom совершает крупнейшую сделку в своей истории ($39.8 млрд), объявив о слиянии с CBS Corporation, что позволило Viacom получить расширить список своих телеканалов за счёт TNN (сейчас Spike TV) и Country Music Television (CMT), которые вошли в состав MTV Networks.
- В 2001 году Viacom приобретает BET Holdings II, Inc. за $3 млрд, которая включает в себя Black Entertainment Television (BET) и BET Jazz: The Jazz Channel и в этом же году запускает сеть кабельных цифровых каналов, включая The Jazz Channel и BET International, a также BET Gospel, BET Classic Soul и BET Hip-Hop.
- 2002 Развитие телеканалов для детей, подростков и молодёжной аудитории! Nickelodeon приобретает долю в размере 50 % специализированной образовательной телесети для дошкольников Noggin за 100 млн долларов у корпорации Sesame Workshop.Noggin запускает телеканал для подростков The N (Сейчас TeenNick).
- MTV приобретает The College Television Network. Viacom приобретает независимый музыкальный канал TMF, который в то время транслировался в Бельгии и Нидерландах, а также становится единоличным владельцем радиостанции Infinity Broadcasting Corporation.
- 2003—2004 Запуск Spike TV и mtvU! The NewTNN перезапускается как Spike TV, сейчас известный как телеканал преимущественно для мужской аудитории в возрасте 18-34, транслирующий популярные фильмы, сериалы и спортивные программы.
- 2003 Viacom приобретает за $1,2 млрд оставшиеся 50 % акций в Comedy Central — единственной на тот момент телевизионной сети в США в жанре комедии и юмора.
- 2004 Запуск mtvU (сокращение от MTV University) — единственной сети круглосуточного вещания, созданной студентами и для студентов, на базе The College Television Network. Телеканал вещает более чем в 750 коллежах и университетских кампусах в США, а также в пакетах кабельных операторов.
- 2005 Разделение на CBS и Viacom. Развитие смежных бизнесов и продолжение глобальной экспансии; Происходит разделение компании на CBS Corporation и Viacom. CBS Corporation включает в себя CBS, The CW, CBS RADIO, Simon & Schuster, CBS Outdoor, Showtime, CBS Television Studios, CBS Television Distribution and CBS Studios International, CBS College Sports Network и развлекательные парки Paramount Parks. Viacom включает в себя MTV Networks, BET Networks, киностудию Paramount Pictures и отдел домашних развлечений Paramount Pictures, а также выставляет свои акции на Нью-Йоркской фондовой бирже.
- MTV Networks запускает свой 100-й телеканал MTV base в Африке (пан-Африканский музыкальный телеканал, который транслируется на 48 стран Африканского континента).
- Viacom приобретает GameTrailers, GoCityKids, IFILM и Neopets, запускает телеканал Logo и свои первые онлайн сервисы, которые включают в себя MTV Overdrive, VH1’s VSPOT, mtvU Uber, COMEDY CENTRAL’s Motherload, and Nickelodeon’s TurboNick. Каждый из данных онлайн-сервисов транслирует потоковое видео, оригинальный контент и предлагает другие развлекательные возможности.
- Viacom приобретает 97,8 % VIVA Media AG, которой принадлежат первый в Германии круглосуточный телеканал, полностью посвящённый музыке, а также немецкоязычная радиостанция.
- 2006 Новые приобретения и поглощения! MTV Networks приобретает Harmonix (компанию-разработчика видеоигр), Quizilla (сайт онлайн-викторин), Atom Entertainment (компания, которая владеет Atom Films, Shockwave.com и AtomUploads.com (недоступная ссылка)), Y2M (онлайн-ресурс для публикации новостей колледжами и университетами), and Xfire (бесплатный сервис обмена мгновенными сообщениями для геймеров).
- BET Interactive (онлайн-подразделение телеканала BET) завершает выкуп собственных акций у инвестиционной группы BET.com, которая изначально была собственником компании, чтобы стать единоличным владельцем BET.com — лидирующего онлайн-медиа, представляющего афроамериканский контент и возможности таргетированной рекламы.
- MTV Networks выкупает оставшуюся долю в совместном предприятии с MTV Group Japan (крупнейшей аффилированной компании в Азиатско-Тихоокеанском регионе), что позволяет MTV Networks ускорить развитие в Японии и способствовать перекрёстному распространению инноваций как в регионе, так и по всему миру.
- Paramount Pictures запускает новое подразделение Paramount Vantage, которое выпускает около 10 фильмов в год и предлагает широкий спектр фильмов от арт-хауса для поистине искушённого зрителя до комедий и фильмов ужасов.
- Paramount Pictures приобретает DreamWorks LLC, и это позволяет студии получить права на все новые фильмы Dreamworks, в том числе создаваемые в рамках партнерства со Стивеном Спилбергом и телевизионные проекты DreamWorks.
- 2007 Продолжение глобальной экспансии и диверсификации бизнеса Paramount Pictures начинает собственную дистрибуцию в 15 ключевых странах за пределами Северной Америки.
- Viacom объявляет о создании совместного предприятия с TV 18 в Индии — новая компания Viacom 18, становится новой мультиплатформенной развлекательной компанией, развивающей телевизионный, цифровой и кинематографический контент в Индии, включая кинобизнес в Болливуде. Весь будущий контент Viacom для индийского рынка и новые проекты, такие как развлекательный канал и киноканал на языке Хинди, будут создаваться этим совместным предприятием.
- Viacom завершает продажу Famous Music (одного из крупнейших представителей музыкального издательского бизнеса в США, основанного в 1928 году) компании Sony/ATV Music Publishing.
- mtvU приобретает RateMyProfessors.com, крупнейший бесплатный онлайн ресурс, где студенты могут планировать расписание своих занятий и оценивать преподавателей согласно таким критериям, как готовность помочь, ясность изложения и т. д.
- В октябре 2008 года Harmonix и MTV Games объявили об эксклюзивном соглашении с Apple о производстве новой игры на основе Rock Band, но использующей только музыку The Beatles. The Beatles: Rock Band вышла в 2009 году
- 2008 Запуск инновационного телеканала EPIX! Viacom и Paramount Pictures создают EPIX — совместное предприятие с MGM и Lionsgate. EPIX — это мультиплатформенный развлекательный премиум-канал нового поколения, осуществляющий вещание на телевидении, в онлайне и по технологии Video-On-Demand. В эфире канала кинофильмы, документальные программы, выступления музыкантов и, боксёрские матчи и чемпионаты по боевым искусствам.
- 2009 Рождение и перерождение новых брендов! Viacom 18 Media запускает свой флагманский канал COLORS в США под названием APPKA COLORS, способствуя распространению индийского развлекательного контента.
- Nickelodeon приобретает глобальные права интеллектуальной собственности на Черепашек-ниндзя — глобальный хит, который уже 25 лет вдохновляет детей по всему миру и даёт новый старт развитию бренда в мире.
- Nickelodeon проводит ребрендинг образовательного канала для дошкольников Noggin, который теперь переименован в Nick Jr., и канал для подростков The N переименовывается в TeenNick.
- BET Networks проводит ребрендинг канала BET J в CENTRIC — круглосуточный развлекательный телеканал, который транслирует музыку, сериалы, фильмы и реалити-шоу, отражающие жизненный стиль афро-американского и населения и других культурных слоёв США.

#### 2010 — настоящее время
- 2010 — Развитие музыкального бизнеса:
  - MTV Networks и Warner Music Group формируют долгосрочное партнерство, которое предоставляет MTV Music Group (Viacom Music Group) эксклюзивные права на продажу рекламного инвентаря, сопутствующего трансляции премиального музыкального видеоконтента Warner Music Group (WMG) на цифровых платформах и в мобильных сервисах, а также в сети собственных интернет-площадок WMG и их партнёров.
  - Viacom продаёт Harmonix Music Systems компании Harmonix-SBE Holdings LLC, аффилированной с Columbus Nova, LLC.
- 2011 Создание Viacom International Media Networks и расширение бизнеса потребительской продукции
  - Viacom формирует Viacom International Media Networks, которая объединяет телеканалы MTV Networks International, BET International и Paramount, способствуя глобальному распространению международных брендов Viacom.
  - Viacom инвестирует в итальянскую компанию Rainbow S.r.l. — производителя контента и потребительской продукции для детей, наиболее известная своей франшизой Клуб Винкс.
- 2012 Юбилей Paramount Pictures и открытие полноценного офиса в России
  - Viacom отмечает 100-летний юбилей студии Paramount Pictures — создателя легендарных фильмов: Завтрак у Тиффани, Римские каникулы, Крестный отец, Форрест Гамп и многих других.
  - Viacom открывает офис в Москве, занимается развитием бизнеса в России и странах СНГ (за исключением Украины). В этом же году компания запускает в России телеканал Comedy Central под брендом Paramount Comedy, который становится популярным у молодой аудитории.

#### Рекомбинация слияния в 2019 сCBS Corporation
29 сентября 2016 года материнская компания National Amusements направила письмо Viacom и CBS Corporation, в котором призвала обе компании снова объединиться в одну компанию.
После тяжб и долгих переговоров о слиянии, Viacom и CBS совместно объявили, что сделка, как ожидается, будет завершена к концу 2019 года в ожидании одобрения регулирующих органов и акционеров. Слияние должно быть одобрено Федеральной торговой комиссией .
Слияние официально завершилось 4 декабря 2019 года.

## Бренды и телеканалы Viacom

### TV:(В России)
В 2011 году компания Viacom International Media Networks (подразделение Viacom) открыла представительство в Москве, ответственное за рынки России и стран СНГ (за исключением Украины). В России компания представляет 14 глобальных мультимедийных развлекательных брендов, включая Nickelodeon, MTV, VH1, Paramount Comedy, Paramount Channel и другие.
Бренды и телеканалы:
- MTV, MTV Hits, MTV Rocks, MTV Dance, MTV Live HD
- VH1, Vh1 Classic
- Nickelodeon, Nickelodeon HD, Nick Jr.
- Paramount Comedy, Paramount Channel, Spike

### Бренды:(International)
- Nickelodeon, Nicktoons Network, Nick Jr., Nick at nite, TeenNick, Nickelodeon Movies, TV Land, GameTrailers, Neopets, Quizilla, TurboNick, Nick Too.
- MTV, MTVU, MTV2, TMF, CMT, Tr3s, MTV Films MTVNHD, VH1, VH1 Classic, College Publisher, Xfire.
- VIVA TV, Musicá y Mas, Colors.
- Comedy Central, Logo TV, Spike TV, Palladia, Game One, Atom Entertainment.
- Paramount Pictures, Paramount Comedy, Paramount Channel, UPN, Paramount Vantage, Paramount Home Entertainment, Insurge, EPIX, iFilm.
- BET, including BET, Centric.
- Harmonix, Bubba Gump Shrimp Company, Republic Pictures, United International Pictures, Viacom International, Viacom Consumer Products.
- Бывшие: DreamWorks SKG, Marvel Studios, Pinwheel, Box Comedy, Ha!, Noggin, The N, A+E
- Viacom18 Pte Ltd.